# Vätte

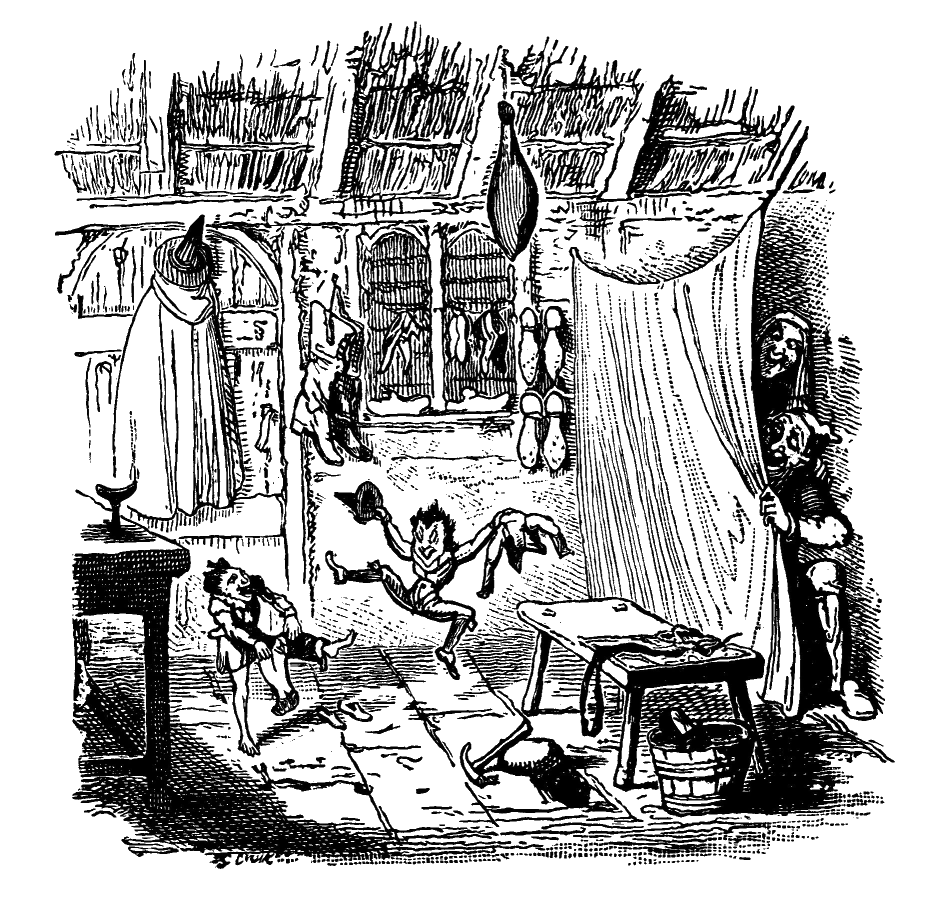
Illustration av vättar i Die Wichtelmänne ur Bröderna Grimms sagor (1915).

Vättar är enligt folktron underjordiska väsen som gärna bosatte sig under människornas boningar. De var tjuvaktiga och ansågs kunna göra sig osynliga och förvända synen på folk. De föredrog att klä sig i grått. Den som hällde hett vatten på marken ovanför dem bestraffade vättarna med sjukdomar eller olyckor. Det hände även att man för att befrias från sådant otyg satte ut mat på s.k. vättehögar (se även vårdträd). Det förekommer dock även sägner om fredliga kontakter, exempelvis där en mänsklig kvinna får bistå vid en förlossning, och blir rikligt belönad.

## Vättens namn och etymologi
Många av föreställningarna om älvor och troll liknar de om vättar och det är möjligt att de utvecklats ur tron på ett och samma väsen. De skiljer sig från trollen främst genom att de bor i anslutning till mänskliga bosättningar och att de beskrivs som mindre än människor. Under förkristen tid verkar dock begreppet vätte ha omfattat fler väsen.
Ordet vätte kommer från ett fornnordiskt vættr, vilket kort och gott betyder "(övernaturligt) väsen" eller "ting", besläktat med engelskans wight och tyskans wicht. I nordisk mytologi är hjälmvättar ett annat namn för valkyrior, och det talas även om sjövättar till havs samt om landvättar. Enligt Landnamsboken föreskrev äldre isländsk lag hur draken i stäven på ett långskepp måste tas ned innan man närmade sig land, eftersom landvättarna (landvættir) annars kunde bli skrämda. De sades skydda Island mot ovälkomna besökare. Fyra landvættir fungerar även som sköldhållare till Islands statsvapen: en tjur, en örn, en drake och en bergrese.
Även på Bornholm har man talat om Landvättar, som bland annat skall ha hjälpt befolkningen att driva bort svenskarna 1658. Vättar boende i anslutning till mänskliga boningar kallades ibland för förtydligande även bolvättar. Till skillnad från tomten har dock vättarna normalt inget samröre med människorna så länge de inte blev störda. Det vanligaste var att de ansågs kunna bringa olycka över gårdsfolket om man slog ut smutsvatten eller urinerade intill husknuten. Barnsjukdomar uppfattades oftast som hämnd från vättarna.
Inom fäbodområdet förekommer i stället vittror, vilka är en senare utvecklad variant av vätteföreställningen.
I Norge förekommer liknande väsen som kallas tusser, vilket besynnerligt nog kommer från det fornnordiska þurs, som betyder jätte. De underjordiska och, på Gotland, di sma undar jordi är ytterligare väsen som är mycket snarlika vättarna.

## Ting uppkallade efter vätten

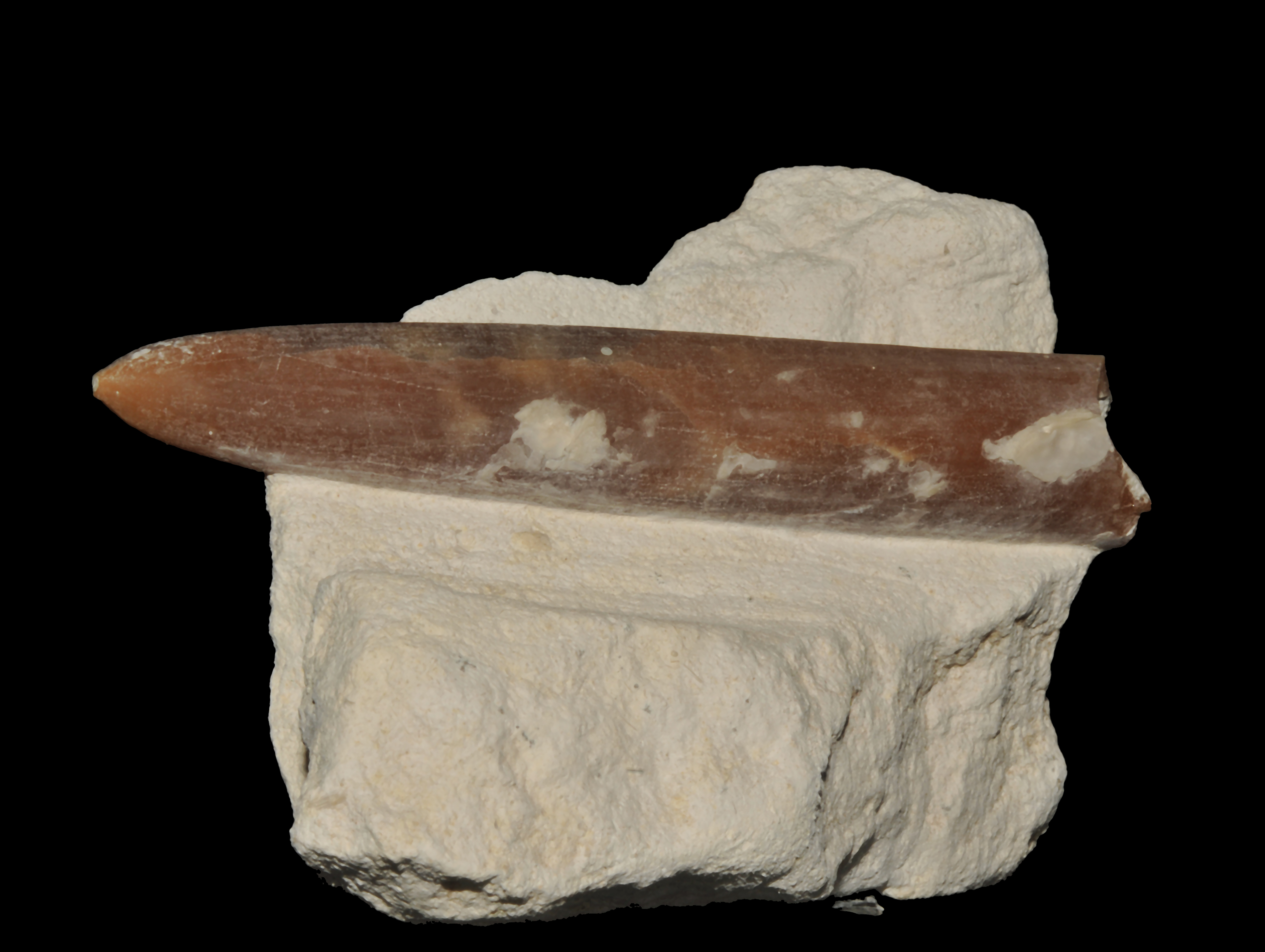
Fossil av Belemniter kallades förr för vätteljus.

Vätteljus (vættelys) kallades i södra Småland, Skåne och Danmark fossil av belemniter, en utdöd ordning av tvågälade bläckfiskar. Dessa fossil troddes vara ljus som vättarna lämnat efter sig där de dansat och lekt på en plats. Vätteljusen troddes även kunna skydda mot sådana sjukdomar som vättarna sände på folk.
Vätteros (Lathraea squamaria) kallas en parasitisk Snyltrotsväxt, som saknar klorofyll. Namnet fick växten dock av botanikern Elias Fries under senare delen av 1800-talet.

## Vättar i modern kultur
Vättar spelade en viktig roll i invigningsceremonin till vinter-OS 1994 i Lillehammer.
Vättar används inom framför allt fantasylajv men även inom bordsrollspel och fantasylitteratur som benämning på olika former av svartblodsarter. En vanlig orsak att använda ordet vätte i detta sammanhang är att man anser att de övriga begreppen är för osvenska och inte känns tillräckligt "medeltida".
I Gyllene Hjortens kampanjvärld Erborigien är en vätte mycket lik en orch som de beskrivs av Tolkien. En illvätte är där en magikunnig vätte. Begreppet illvätte användes också i översättningen av Raymond Briggs humoristiska omtolkning av den brittiska populärmytologins bogeyman; engelskans Fungus the Bogeyman blev på svenska Illvätten Svampe (Opal, 1981), en figur som inte var riktigt torr bakom öronen.